# Lough Foyle

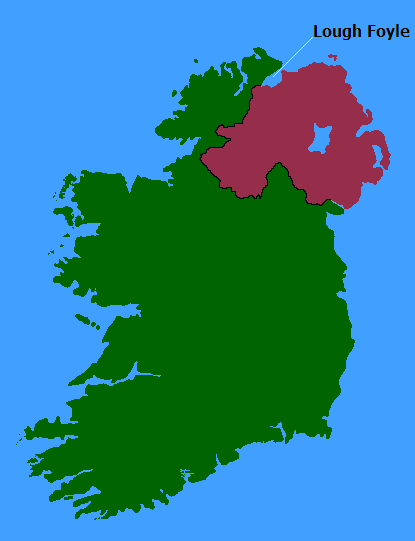
Localização de Lough Foyle.

Lough Foyle (em irlandês:  Loch Feabhail), conhecido como "lago do lábio" é o nome que se dá ao estuário do rio Foyle no Ulster. Começa onde o Foyle deixa Derry. Separa a península de Inishowen no condado de Donegal (na República da Irlanda) da Irlanda do Norte. A República de Irlanda, incluindo Donegal, chama-lhe "o Sul" enquanto que "o Norte" é um termo comum para Irlanda do Norte. Trata-se de um sítio Ramsar, uma zona húmida de importância internacional assim designada pela convenção de Ramsar. Tem 2204,36 hectares de área.

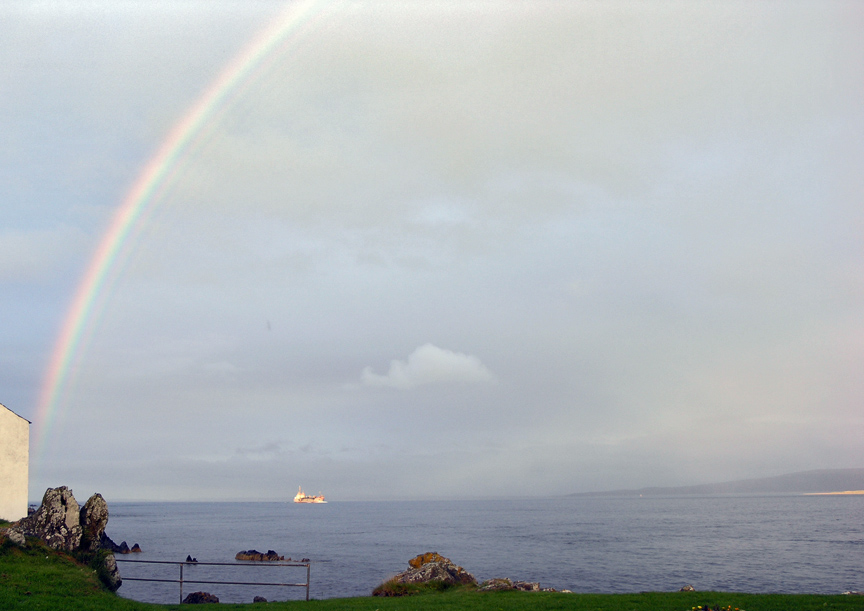
Barco aproximando-se de Greencastle, Lough Foyle.